# Maxine Feldman
Maxine Adele Feldman, alias Max, (26 décembre 1945 - 17 août 2007) est une auteure-compositrice-interprète de folk américaine, comédienne,, et pionnière de la Women's music. Feldman chante la chanson Angry Atthis la première fois en mai 1969 avant d'en faire le premier enregistrement en 1972,. Cette chanson est considérée comme la première chanson d'une lesbienne ayant fait son coming out, ce qui deviendra le mouvement de la Women's Music,.

## Jeunesse
Feldman nait le 26 décembre 1945 à Brooklyn, New York. Enfant, Feldman souffre de bégaiement et demande à prendre des cours de théâtre. Feldman joue un petit rôle en tant que Girl Scout Brownie dans la pièce The Goldbergs. Par la suite, Feldman étudie à la High School of Performing Arts et joue dans des productions théâtrales pour enfants.
Feldman s'inscrit à l'Emerson College de Boston pour étudier le théâtre. Le College l'expulse lorsque son lesbianisme est découvert, et Feldman, qui doit suivre un traitement psychiatrique, refuse le traitement par électrochocs utilisé à l'époque. En 1963, Feldman commence à se produire dans le milieu musical animé de Boston, dans des cafés de Beacon Hill et Cambridge comme le Turk's Head, l'Orleans et le Loft . Feldman présente José Feliciano, qui est alors inconnu.
En 1968, Feldman s'installe d'abord à Manhattan puis à Los Angeles, et fréquente le Collège El Camino dans le comté de Los Angeles. Feldman aide à fonder le centre pour femmes du campus.
Bien que Feldman s'identifie publiquement comme lesbienne butch, ses proches indiquent que Max s'identifie en privé comme un homme, assumant au cours de sa vie de plus en plus une identité transgenre parfois non-binaire, mais préférant l'usage en privé du pronom masculin.

## Carrière
Feldman écrit la chanson de sensibilisation publique (en) Angry Atthis en mai 1969 avant les émeutes de Stonewall. Les débuts de cette chanson à Los Angeles sont souvent présentés comme la première performance d'une chanson ouvertement lesbienne,.
En 1970-1971, Feldman rencontre le duo de comédiennes féministes Harrison et Tyler, qui viennent se produire au collège. Après avoir entendu la performance de Angry Atthis, Patty Harrison et Robin Tyler invitent Feldman à se produire en ouverture de leur tournée aux États-Unis. Feldman rejoint Harrison et Tyler, se produisant pour des collèges et une fois dans un pénitencier d'État, le California Institute for Women. Après que Feldman se présente comme interprète lesbienne lors d'un spectacle au Ventura College, le régisseur insiste pour informer le public que Feldman n'a pas été invitée à la demande expresse du le collège.
Le disque de Angry Atthis est produit par Harrison & Tyler Productions en janvier 1972.
Feldman travaille de temps en temps pour une amie Alice M. Brook au The Back Room, et se produit également au Village Gate et au Other End, à New York, et à l'Ash Grove (en) à Los Angeles.
En 1974, Feldman partage la scène de la mairie de Manhattan avec Yoko Ono. Le magazine Variety indique que sa performance est un «succès retentissant» et déclare que Feldman « se révèle être une porte-parole impressionnante pour les lesbiennes avec sa voix, ses airs, son interprétation et son sens de l'humour». Le magazine conservateur National Review, qui couvre également l'émission, décrit Feldman comme une « Jonathan Winters en drag », ce que Feldman considère comme un compliment.
Feldman est placée sous protection policière en raison de la présence de manifestants du Ku Klux Klan, quand elle se produit dans une comédie à la 1977 National Women's Conference (en) à Houston, au Texas. Feldman déclare plus tard à propos de cet évènement: «Il y avait trois cents KKK dans le public avec des pancartes qui disaient: «Tuez toutes les gouines, les youpins, les communistes et les avorteuses», et je pouvais me compter dans trois de ces catégories sur quatre.».

De confession juive, Feldman s'élève contre l'antisémitisme dans le mouvement des femmes : 
 Enfant, j'ai été la seule juive de mon quartier à garder intact son propre nez, et au début du mouvement, j'ai été la seule la seule à garder mon vrai nom. Les femmes changeaient de nom s'il se terminait en «man» (ndt : «homme» en anglais). Elles disaient que c'était pour renier le patriarcat, mais elles reniaient également leur identité juive. Feldman est un nom juif, pas un nom masculin. Quand on m'a demandé pourquoi je ne l'ai pas changé, j'ai répondu: «Pourquoi Margie Adam et Cris Williamson ne changent-elles pas les leurs?». 
 Feldman se produit durant le premier Michigan Womyn's Music Festival en 1976 et participe au festival en tout 14 fois. L'hymne féminin de Feldman, Amazon, est traditionnellement joué lors des festivités d'ouverture du festival,. En 1986, Feldman donne au Michigan Womyn's Music Festival les droits de la chanson.
Feldman enregistre l'album Closet Sale en 1979. L'album comprend les chansons White Mountain Mama, Holbrook, Amazon, Closet Sale, Angry Atthis, Everywoman, Bottom Line, Objectification et Bar One.
La musique de Feldman est présentée dans le film de Jan Oxenberg de 1975 sur les stéréotypes lesbiens, A Comedy in Six Unnatural Acts.

## Vie privée
Alors que Feldman s'identifie publiquement comme « une grande et bruyante lesbienne juive »,, ses connaissances proches indiquent qu'elle s'identifiait de plus en plus vers la fin de sa vie en tant qu'homme, adoptant une identité transgenre.
Feldman adopte ensuite une identité de genre fluide selon sa partenaire Helen Thornton. Thorton décrit l'identité de sa partenaire comme « à la fois / et » plutôt que « soit / ou » homme/femme. Feldman est à l'aise avec l'une ou l'autre de ces étiquettes de genre et porte des vêtements pour homme sur scène.
Feldman, qui n'a pas d'assurance maladie, tombe malade en 1994 et meurt le 17 août 2007 à Albuquerque, au Nouveau-Mexique, à l'âge de 61 ans.

## Héritage
Feldman est l'une des fondatrices de la Women's Music dans le film documentaire de 2002 de Dee Mosbacher (en), Radical Harmonies (en).
En 2011, l'album Amazon 35 sort en l'honneur de Feldman, à l'occasion du 35e anniversaire de la chanson Amazon. L'album présente la chanson originale, ainsi que des versions reggae, dub, salsa et acoustique.